# Orchard Road

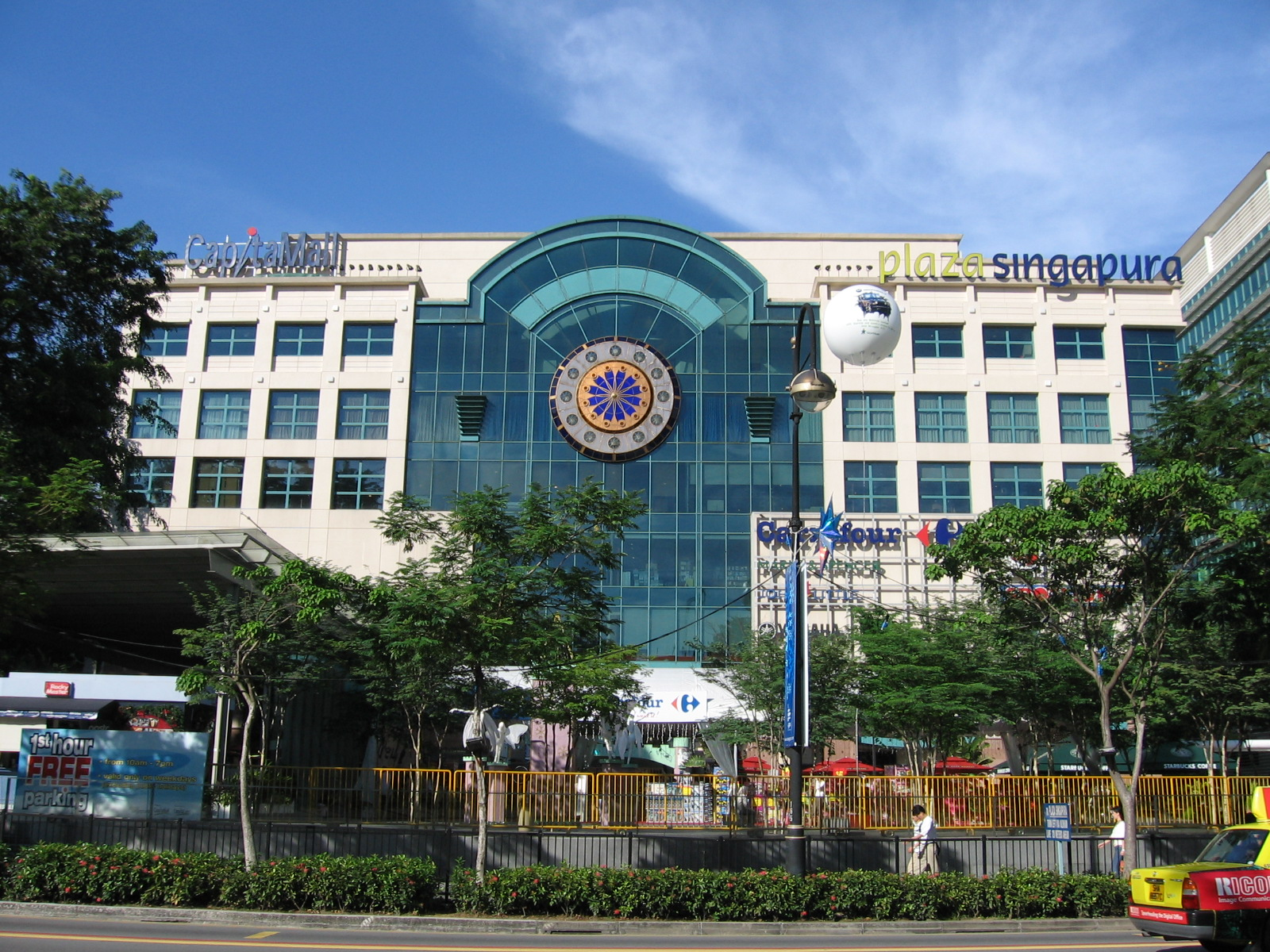
Plaza Singapura ist ein großes Einkaufszentrum in dieser Region

Die Orchard Road ist die bekannteste Einkaufsstraße in Singapur. Am südlichen Ende der Straße liegt der Istana, die offizielle Residenz des Präsidenten Singapurs.
Das erste Geschäft an der Orchard Road war das Tangs, das 1934 gegründet wurde und das erste Geschäft in der Orchard Road in den 50er Jahren eröffnete. An der Orchard Road gibt es außerdem viele bekannte Restaurants, Cafés, Nachtclubs und Hotels.

## Geschichte

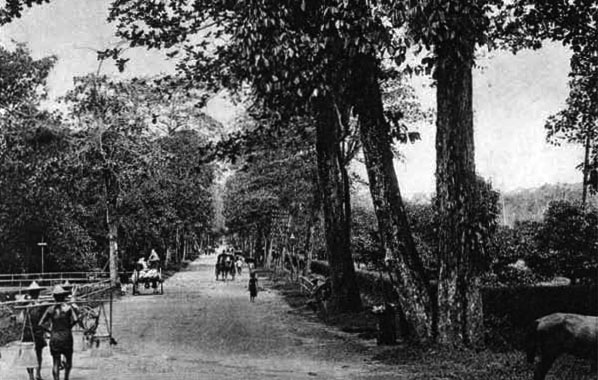
Orchard Road (um 1900)

Die Orchard Road hat ihren Namen daher, dass Muskatnussbäume, Szechuanpfeffer und Obstplantagen (englisch: orchard) auf beiden Seiten der Straße wuchsen. Die Straße entwickelte sich im 20. Jahrhundert.
Überschwemmungen traten am 16. Juni 2010 nach 100 mm Regen an der Kreuzung mit der Scotts Road auf. Dies war die schlimmste Überschwemmung seit 1984. Einkaufszentren entlang der Orchard Road wie das Lucky Plaza und die Liat Towers waren bei der Flut betroffen. Viele Tiefgaragen standen unter Wasser und mussten anschließend durch die Feuerwehr leergepumpt werden. Niemand wurde verletzt.

## Einkaufen
Das erste bedeutende Geschäft in der Orchard Road war Tangs, das 1934 gegründet und in den 1950er Jahren in der Orchard Road gegründet wurde. Die Orchard Road wird von Hotels und Fußgänger-Einkaufszentren flankiert, in denen sich zahlreiche gehobene Restaurants, Kaffeeketten, Cafés und Nachtclubs befinden. Die Tanglin Mall befindet sich an der Kreuzung der Tanglin Road und der Grange Road. Der Kundenstamm besteht aus Expatriates, Yuppies und Fachleuten. Zu den Ankermietern zählen der Tanglin Market Place, ein Gourmet-Supermarkt und eine Bäckerei sowie der Tasty Food Court, in dem bis zu 15 Sorten lokaler Küche zu finden sind. Orchard Central unterscheidet sich von anderen Einkaufszentren an der Orchard Road durch einzigartige architektonische Designs. Das Einkaufszentrum befindet sich vor einem Außenbereich mit der digitalen Kunstmembran des lokalen Künstlers Matthew Ngui und bietet Cluster-Konzept-Shopping, indem ergänzende Angebote für Käufer zusammengefasst werden. Das Einkaufszentrum beherbergt die weltweit höchste Kletterwand des Klettersteigs, eine große Sammlung öffentlicher Kunstinstallationen internationaler Künstler sowie einen rund um die Uhr betriebsbereiten Dachgarten und einen Discovery Walk. Der Dachgarten bietet Speisemöglichkeiten auf einer Veranda unter freiem Himmel.
Der amerikanische Modehändler Abercrombie & Fitch eröffnete am 15. Dezember 2011 einen Flagship-Store in der Orchard Road. Im Jahr 2017 eröffnete das Technologieunternehmen Apple einen offiziellen Apple Store in der Orchard Road.

## Liste der Einkaufszentren
- Ngee Ann City – Es beherbergt Markenboutiquen wie Louis Vuitton, Hermès, Burberry, Loewe und Chanel sowie das japanische Kaufhaus Takashimaya. Der Komplex beherbergt die zweitgrößte Buchhandlung Südostasiens, Books Kinokuniya.
- ION Orchard – ION Orchard wurde am 21. Juli 2009 eröffnet und beherbergt sechs zweistöckige Flagship-Stores mit einer Größe von jeweils 840 m², darunter Prada, Giorgio Armani, Louis Vuitton, Dior, Bershka, Love Bonito, Rubi Shoes, Li Ning, T.M. Lewin, Zara, Harry Winston, Dsquared2, Dolce und Gabbana, Cartier, Patek Philippe und Jaeger-LeCoultre und Vacheron Constantin. Die charakteristische Glasfassade dient gleichzeitig als riesiger Medienbildschirm.
- Liat Towers – Internationale Namen wie Audemars Piguet, Massimo Dutti, Hermès und Zara sind im Gebäude untergebracht. Das Gebäude beherbergte einst Planet Hollywood und Singapurs erstes McDonald’s. Zu einem bestimmten Zeitpunkt befand sich dort auch das Kaufhaus Isetan.
- Paragon – Das Paragon ist ein High-End-Einkaufszentrum, in dem Markenartikel wie Gucci (dessen Flagship-Store hier betrieben wird) sowie Miu Miu, Prada, Coach und Burberry mit einem Metro-Kaufhaus und einem Marks & Spencer-Geschäft verkauft werden. Der Ort hat ein Toys 'R' Us und eine Reihe von Restaurants. Es wurde um 2002 erweitert und übernahm das Land, das einst von einem anderen Einkaufszentrum, der Promenade, bewohnt wurde. Die Promenade wurde an der ehemaligen Stelle von Fitzpatricks Supermarkt gebaut.
- The Centrepoint – Das Einkaufszentrum wurde 1983 mit Robinsons und Marks and Spencer als Ankermieter eröffnet. Es wurde renoviert und 2007 umgebaut. Metro übernahm 2014 den Raum von Robinsons. Im Jahr 2019 wurde es durch Decathlon und Harvey Norman ersetzt.
- 313 @ Somerset – Dieses Einkaufszentrum war eine der ersten großen voll integrierten Einzelhandelsentwicklungen der Lend-Lease-Gruppe in Asien. Es markiert seine erste Entwicklung auf der grünen Wiese in Asien und seine erste Entwicklung in der Orchard Road. Es beherbergt Singapurs größte Einzelhandelsgeschäfte für Forever 21 und Zara, darunter ein HMV, das von The Heeren umgezogen ist.
- Orchard Central – Singapurs erster und höchster vertikaler Einkaufskomplex, der den ehemaligen Parkplatz des Specialists 'Shopping Centers ersetzte und am 2. Juli 2009 eröffnet wurde. Er beherbergt Genki Sushi.
- Orchard Gateway – Ersetztes Specialists Shopping Centre, ebenfalls im Jahr 2014 eröffnet. Es hat eine Brücke zur Verfügung gestellt und ist mit zwei benachbarten Gebäuden verbunden: 313 @ Somerset und Orchard Central, die 2009 eröffnet wurden.
- The Heeren – Dieser Einkaufskomplex richtet sich an modische, junge Käufer im erwerbsfähigen Alter. Es ist auch bei Teenagern beliebt und hat eine Vielzahl von Nischengeschäften. Zuvor war einer von zwei T.G.I. Am Fridays auf der Insel war das Gelände früher ein Kolonialgebäude und beherbergt derzeit die größten Robinsons des Landes. Robinsons verankerte zuvor The Centrepoint, zog aber 2014 zu The Heeren. Im Januar 2021 wurde Robinsons geschlossen und wird durch Courts Megastore ersetzt.[3]

## Verkehr
In der Nähe der Orchard Road befinden sich mehrere MRT-Stationen – Orchard, Somerset und Dhoby Ghaut.